# Musicland Studios
Musicland Studios fueron unos estudios discográficos localizados en Múnich, Alemania, fundados a finales de los años 60 por el compositor y productor italiano Giorgio Moroder. Las instalaciones se encontraban ubicadas en los bajos del edificio Arabella High-Rise Building, y tuvieron que ser cerradas a comienzos de la década de los 90, debido a las vibraciones producidas por el cercano Metro de Múnich, que afectaban a la calidad de las grabaciones. 
Los Musicland Studios fueron usados durante las décadas de los 70 y 80 por artistas como Led Zeppelin, Queen, The Rolling Stones, the Electric Light Orchestra, The Three Degrees, Iron Maiden, Marc Bolan & T.Rex, Donna Summer, Deep Purple, Rainbow, Amanda Lear, Amos Key, Freddie Mercury, Sweet y Elton John. Muchos de ellos realizaron sus grabaciones bajo la supervisión del ingeniero y productor de Musicland Reinhold Mack.

## Grabaciones notables
- Abacus: Just a Day’s Journey Away (1972), Everything You Need (1972), Midway (1974)
- Amanda Lear: Never Trust a Pretty Face (1978)
- Amos Key: First Key (1973)
- BAP: Ahl Männer, aalglatt (1986)
- Deep Purple: Stormbringer (1974), Come Taste the Band (1975)
- Donna Summer: Lady of the Night (1974), Love to Love You Baby (1975), A Love Trilogy (1976), I Remember Yesterday (1977)
- Electric Light Orchestra (ELO): Face the Music (1975), A New World Record (1976), Out of the Blue (1977), Discovery (1979), Time (1981)
- Elton John: Victim of Love (1979)
- Falco: Junge Roemer (1984)
- Freddie Mercury: Mr. Bad Guy (1985)
- Extrabreit: Rückkehr der phantastischen Fünf (1982)
- Ian Gillan Band: Child in Time (Dezember 1975 bis Januar 1976)
- Iggy Pop: The Idiot (1977)
- Iron Maiden: Seventh Son of a Seventh Son (1988)
- Led Zeppelin: Presence (November 1975)
- Limahl: Colour All My Days (1986), The Never Ending Story (1984)
- Meat Loaf: Blind Before I Stop (1986)
- Michael Schenker Group: Assault Attack (1982)
- Paice Ashton Lord: Malice in Wonderland (September 1976)
- Queen: The Game (1980), Hot Space (1982), The Works (1984), A Kind of Magic (1986)[3]
- Rainbow: Ritchie Blackmore's Rainbow (1975), Rising (Februar 1976), Long Live Rock 'n' Roll (1978)
- Roger Glover: Elements (1978)
- Roger Taylor: Strange Frontier (1984)
- The Rolling Stones: It's Only Rock 'n' Roll (1974), Black and Blue (1976)
- Rory Gallagher: Calling Card (1976)[4]
- Sahara (ehemals: Subject Esq.): Sahara Sunrise (1974)
- Scorpions: Fly to the Rainbow (1974)
- Spandau Ballet: Parade (1984)
- Sparks: Whomp That Sucker (1981)
- The Sweet: Give Us a Wink! (1976)
- T. Rex: Zinc Alloy and the Hidden Riders of Tomorrow - A Creamed Cage in August (1974)
- Uriah Heep: Wonderworld (1974)
- Whitesnake: Whitesnake (1976), Slide It In (1984)
- Udo Jürgens: Silberstreifen (1984)